# Rychlostní silnice H2 (Slovinsko)
Slovinská rychlostní silnice H2 (slovinsky hitra cesta H2) tvořila průtah městem Maribor. Na začátku roku 2020 byla vyjmuta z kategorie rychlostních silnic a přeznačena jako prodloužení R2-430.

## Stavba
Stavba rychlostní silnice probíhala v několika etapách:
- I. etapa zahrnovala rekonstrukci a stavbu komunikací od Ptujské cesty k řece Drávě. Měřila 1 km a probíhala v letech 1978–1979.
- II. etapa pokračovala severním směrem k Meljské cestě. Zahrnovala mimo jiné výstavbu mostu přes Drávu a galerie. Úsek dlouhý 1,7 km byl předán do provozu v roce 1985.
- III. etapa o délce 4,7 km pokračovala opět severním směrem, spojila dříve dokončené části s obcí Pesnica pri Mariboru. Dokončena byla v roce 1989, po dokončení dálničního obchvatu Mariboru zde byla napojena na slovinskou dálniční síť.
- Etapa 2B probíhala v letech 2000–2001 a zahrnovala rekonstrukci části silnice R2-430 a napojení na dálnici A1 jižně od Mariboru. Délka tohoto úseku je 2,6 km. Bylo tak dokončeno spojení městem od severu k jihu. Do roku 2009, kdy byl dokončen dálniční obchvat Mariboru, byla tato komunikace hlavní tranzitní trasou.